# Sito palafitticolo Belvedere
Il sito palafitticolo Belvedere è un sito archeologico dell'età del bronzo parte del sito UNESCO che riunisce una serie di siti palafitticoli che circondano le Alpi, situato in prossimità della riva del lago di Garda, nel comune di Peschiera del Garda.

## Storia
Nonostante questo sito archeologico preistorico si trovi tra altri due siti noti, esso non venne scoperto durante le esplorazioni degli insediamenti palafitticoli lacustri avvenuti nella seconda metà del XIX secolo, ma solamente negli anni novanta del Novecento. Il sito archeologico venne quindi ampiamente indagato dalla Soprintendenza per i Beni Archeologici del Veneto, sotto la direzione di Luigi Fozzati e grazie al supporto dell'Associazione Culturale Subacquea del Lago di Garda UNIO.
Le indagini, che si sono svolte in due fasi (prima tra il 1994 ed il 2003 e quindi nel 2005), hanno permesso di individuare due diverse fasi di occupazione e sviluppo dell'insediamento: una prima fase a cavallo tra XXI e XX secolo a.C.; una seconda fase sul finire del XVII secolo a.C. Nel 2011 il sito è divenuto Patrimonio dell'umanità dell'UNESCO, all'interno del progetto seriale "Siti palafitticoli preistorici dell'arco alpino", che include 111 siti villaggi palafitticoli ritenuti i più interessanti tra i circa 1000 siti noti presenti in altri sei Paesi oltre all'Italia: Svizzera, Austria, Francia, Germania e Slovenia.

## Descrizione
Il sito palafitticolo è un'area sommersa a 3 metri di profondità cui corrispondeva un abitato di notevoli dimensioni, situato ad oltre 150 metri di distanza dalla sponde del lago di Garda. Dell'abitato, che occupa una superficie di 22 500 mq e si sviluppa parallelamente alla riva, rimane un'ampia palificazione composta di circa 1 200 elementi verticali in legno.